# Protodobenus japonicus
Protodobenus japonicus (лат.) — вид вымерших морских млекопитающих из семейства Моржовые отряда хищных. Единственный вид рода Protodobenus. Его окаменелости найдены в префектуре Ниигата (Япония), в отложениях нижнего плиоцена (5,0—4,9 млн лет назад).

## Внешний вид и строение
Строением черепа Protodobenus japonicus похож на современного моржа, но намного примитивнее его, особенно в части строения зубов и челюстей.

## Образ жизни и питание
Строение черепа, особенно нёба и нижней челюсти позволяет предположить, что Protodobenus japonicus имел морфологическую преадаптацию к питанию путём высасывания моллюсков из раковин (способ кормления современного моржа), но вряд ли смог бы прокормиться только таким образом.

## Происхождение и родственные связи
Protodobenus japonicus происходит от Imagotariinae. Он похож на таких примитивных ископаемых моржей как Ontocetus emmonsi из западной части Атлантического океана и Aivukus cedrosensis из Калифорнии, и имеет с ними некоторые общие черты, а также существенные отличия от них. Возможно, от Protodobenus japonicus произошёл современный род Моржи.